# 81

## Події
- Римським імператором став Доміціан.
- Консули Риму: Луцій Флавій Сільва Ноній Басс та Луцій Азіній Полліон Веррукоз.
- Марк Ульпій Траян став квестором.
- У Римі збудовано Арку Тіта

## Померли
- 13 вересня — в Кутілії біля Ріате від гарячки на 42-у році життя помер Тит Флавій, римський імператор з 79 року